# Zbigniew Bieńkowski

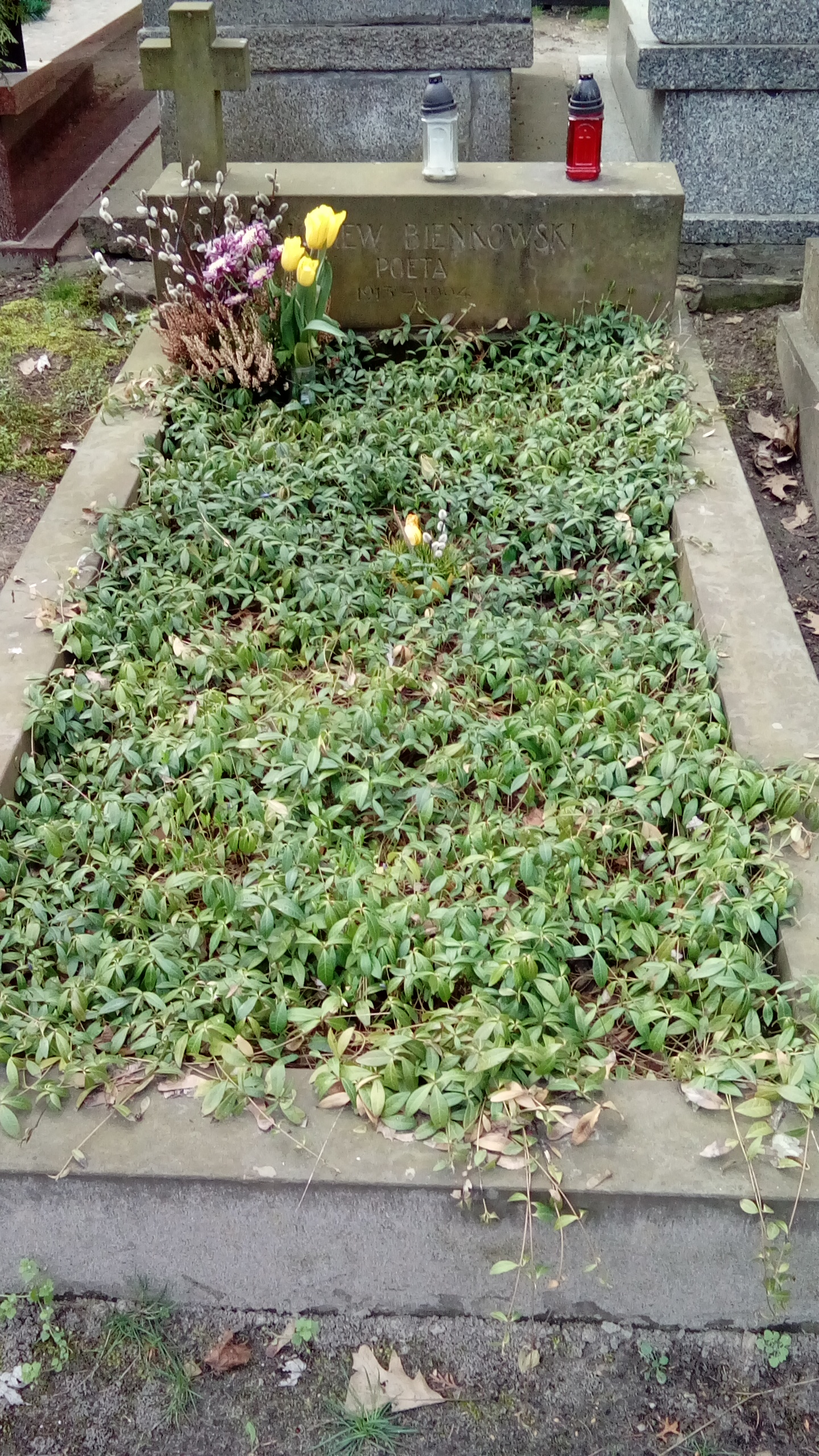
Grób Zbigniewa Bieńkowskiego na cmentarzu Wojskowym na Powązkach w Warszawie

Zbigniew Jerzy Bieńkowski (ur. 31 sierpnia 1913 w Warszawie, zm. 23 lutego 1994 tamże) – polski poeta, krytyk literacki, eseista, tłumacz.

## Życiorys
Urodził się w rodzinie Grzegorza i Emilii z Bzowskich, brat Witolda. W 1931 ukończył Gimnazjum Ojców Marianów na Bielanach. W latach 1932–1939 studiował prawo oraz romanistykę na Wydziale Prawa i Wydziale Humanistycznym Uniwersytetu Warszawskiego, a także na paryskiej Sorbonie w latach 1938–1939. W 1938 wyjechał do Paryża na roczne stypendium Instytutu Francuskiego, gdzie zawarł znajomość m.in. z Janem Brzękowskim, a dzięki niemu z poetami francuskiej Awangardy (znaczący wpływ na twórczość poety wywarły przede wszystkim kontakty z Paulem Éluardem, Jules’em Supervielle’em). Należał do Legionu Młodych – Akademickiego Związku Pracy dla Państwa. Literacko debiutował w 1936, publikując wiersze w piśmie „Okolica poetów”, a pierwszy tomik wydał w roku 1938. W 1939 wyjechał do Włoch, a stamtąd do ówczesnej Jugosławii, tam zastał go wybuch II wojny światowej.
W latach okupacji przebywał w Polsce. Był żołnierzem Armii Krajowej, kierownikiem referatu polityczno-prasowego w Wydziale Bezpieczeństwa Departamentu Spraw Wewnętrznych Delegatury Rządu Londyńskiego, uczestniczył w powstaniu warszawskim.
Po wojnie pracował w redakcji „Rzeczpospolitej”, następnie w tygodniku „Odrodzenie” i miesięczniku „Twórczość”. Popularyzował poezję w Polskim Radiu. Od 1956 tworzył scenariusze, przekłady i adaptacje dla Teatr Telewizji i Teatru Polskiego Radia. Był też kierownikiem literackim Teatru Muzycznego w Słupsku. W latach 1966–1972 był członkiem polskiego PEN Clubu.
Autorzy, na których skupiał się jako tłumacz to: Charles Baudelaire, Victor Hugo, Michaił Lermontow, Saint-John Perse, Paul Éluard, Jules Supervielle.
Zmarł w Warszawie, pochowany na cmentarzu Wojskowym na Powązkach (kwatera A-3-6).

## Życie prywatne
Mąż Eugenii Zgorzelskiej, z którą miał syna Andrzeja, mąż Wiery Anisimow, tłumaczki; mąż poetki Małgorzaty Hillar, z którą miał syna Dawida. Później związał się z poetką Adrianą Szymańską (nie wzięli ślubu, gdyż Małgorzata Hillar nie zgodziła się na rozwód), z którą miał córkę Katarzynę Bieńkowską, tłumaczkę i poetkę, która ma córkę Klarę Drużycką (ur. 2008).

## Publikacje
Publikacje książkowe Zbigniewa Bieńkowskiego
I. Poezja
- Kryształy cienia. Warszawa 1938 [arkusz poetycki].
- Sprawa wyobraźni. Warszawa 1945, Wyd. 2 rozsz. Warszawa 1960.
- Trzy poematy. Warszawa 1959.
- Liryki i poematy. Warszawa 1975.
- Poezje wybrane. Warszawa 1979.
- Poezje zebrane. Warszawa 1993.

II. Krytyka literacka
- Piekła i Orfeusze: szkice z literatury zachodniej. Warszawa 1960.
- Modelunki. Szkice literackie. Warszawa 1966.
- Poezja i niepoezja. Warszawa 1967.
- Notatnik amerykański. Warszawa 1983.
- W skali wyobraźni. Szkice wybrane. Warszawa 1983.
- Ćwierć wieku intymności. Szkice o poezji i niepoezji. Warszawa 1993.
- Przeszłość przyszłości. Wrocław 1996.

III. Tłumaczenia
- Jean Meslier, Testament, PWN, Warszawa 1955

## Ordery i odznaczenia
- Krzyż Kawalerski Orderu Odrodzenia Polski[6]
- Złoty Krzyż Zasługi (11 lipca 1955)[7]

## Opracowania
- Literatura polska XX wieku. Przewodnik encyklopedyczny. Tom 1, wyd. PWN, Warszawa 2000.
- Paweł Sarna: Ćwiczenia w bezmyślności. O duchu, duszy i ciele w poezji Zbigniewa Bieńkowskiego, „Opcje” 2006, nr 1(62); Tenże: Czytanie Bieńkowskiego. [w:] Nasz XX wiek. Style-Tematy-Postawy pisarskie. Red. A. Opacka, M. Kisiel. Katowice 2006, s. 86–113.
- Paweł Sarna: Przypisy do nicości. Poezja Zbigniewa Bieńkowskiego. Mikołów 2010.